# Vállaj, Szabolcs-Szatmár-Bereg
Vállaj  este un sat în districtul Mátészalka, județul Szabolcs-Szatmár-Bereg, Ungaria, având o populație de 1.025 de locuitori (2011). 

## Demografie
Componența etnică a satului Vállaj
     Maghiari (62,14%)
     Germani (33,82%)
     Romi (2,48%)
     Români (1,55%)
Componența confesională a satului Vállaj
     Romano-catolici (60,78%)
     Reformați (11,02%)
     Greco-catolici (2,54%)
     Fără religie (1,07%)
     Necunoscută (23,61%)
     Ortodocși (0,98%)
     Alte religii (0,29%)
Conform recensământului din 2011, satul Vállaj avea 1.025 de locuitori. Din punct de vedere etnic, majoritatea locuitorilor (62,14%) erau maghiari, existând și minorități de germani (33,82%), romi (2,48%) și români (1,55%).  Din punct de vedere confesional, majoritatea locuitorilor (60,78%) erau romano-catolici, existând și minorități de reformați (11,02%), greco-catolici (2,54%) și persoane fără religie (1,07%). Pentru 23,61% din locuitori nu este cunoscută apartenența confesională.